# Aphthona atrocaerulea
Aphthona atrocaerulea är en skalbaggsart som först beskrevs av Stephens 1831.  Aphthona atrocaerulea ingår i släktet Aphthona, och familjen bladbaggar. Arten är reproducerande i Sverige.